# Mineral Wells
Mineral Wells é uma cidade localizada no estado norte-americano do Texas, no Condado de Palo Pinto e Condado de Parker.
Em 2023, oficialmente, os legisladores do estado do Texas deram à cidade de Mineral Wells o título de "Wellness Capital of Texas" ("Capital do Bem-Estar do Texas").

## Demografia

### População
Segundo a estimativa de 2023 do Departamento do Censo dos Estados Unidos (Bureau of the Census), a população de Mineral Wells foi de 15 454 habitantes.

## Localidades na vizinhança
O diagrama seguinte representa as localidades num raio de 36 km ao redor de Mineral Wells.